# Болтон-Лендінг (Нью-Йорк)
Болтон-Лендінг (англ. Bolton Landing) — переписна місцевість (CDP) в США, в окрузі Воррен штату Нью-Йорк. Населення — 518 осіб (2020).

## Географія
Болтон-Лендінг розташований за координатами 43°33′44″ пн. ш. 73°39′25″ зх. д. / 43.56222° пн. ш. 73.65694° зх. д. (43.562185, -73.657030).  За даними Бюро перепису населення США в 2010 році переписна місцевість мала площу 3,21 км², з яких 2,75 км² — суходіл та 0,46 км² — водойми.

## Демографія
Згідно з переписом 2010 року, у переписній місцевості мешкало 513 осіб у 269 домогосподарствах у складі 137 родин. Густота населення становила 160 осіб/км².  Було 547 помешкань (170/км²).
Расовий склад населення:
| - 95,5 % — білих - 0,4 % — азіатів - 0,2 % — корінних американців - 0,2 % — чорних або афроамериканців - 1,2 % — осіб інших рас |

До двох чи більше рас належало 2,5 %. Частка іспаномовних становила 4,1 % від усіх жителів.
За віковим діапазоном населення розподілялося таким чином: 12,1 % — особи молодші 18 років, 63,3 % — особи у віці 18—64 років, 24,6 % — особи у віці 65 років та старші. Медіана віку мешканця становила 54,1 року. На 100 осіб жіночої статі у переписній місцевості припадало 101,2 чоловіків;  на 100 жінок у віці від 18 років та старших — 100,4 чоловіків також старших 18 років.
Середній дохід на одне домашнє господарство  становив 114 662 долари США (медіана — 90 000), а середній дохід на одну сім'ю — 129 876 доларів (медіана — 90 806). За межею бідності перебувало 1,4 % осіб, у тому числі 6,0 % дітей у віці до 18 років та 0,0 % осіб у віці 65 років та старших.
Цивільне працевлаштоване населення становило 202 особи. Основні галузі зайнятості: науковці, спеціалісти, менеджери — 45,0 %, освіта, охорона здоров'я та соціальна допомога — 18,3 %, мистецтво, розваги та відпочинок — 15,8 %.